# Marmax semiaurata
Marmax semiaurata är en fjärilsart som beskrevs av Walker 1854. Marmax semiaurata ingår i släktet Marmax och familjen Thyrididae. Inga underarter finns listade i Catalogue of Life.